# Tamil Eelam
Tamil Eelam (Tamil: தமிழீழம் Tamiḻīḻam [ˈt̪amɨɭ ˈɨːɭʌm]) ist eine Bezeichnung für den von tamilischen Separatisten geforderten Staat, der den Nord- und Ostteil Sri Lankas umfassen soll. Während des Bürgerkriegs in Sri Lanka (1983–2009) beherrschte die Rebellenorganisation Liberation Tigers of Tamil Eelam (LTTE) Teile des Gebiets als De-facto-Regime. Seit Ende des Bürgerkriegs steht das gesamte Gebiet wieder unter der Kontrolle der sri-lankischen Regierung.

## Zum Begriff
Die Form „Tamil Eelam“ ist die an der englischen Orthographie orientierte Transkription des tamilischen Begriffs தமிழீழம் Tamiḻīḻam. Tamililam bedeutet „tamilisches Ilam“, wobei es sich beim Begriff Ilam um eine alte tamilische Bezeichnung der Insel Sri Lanka handelt. Deren heutiger Gebrauch ist politisch stark konnotiert, wobei sich der Ausdruck Tamililam in etwa mit dem Ausdruck „Deutschböhmen“ (für Teile Tschechiens) vergleichen lässt. Der politisch neutrale und in der nichtpolitischen tamilischen Literatur weit gängigere Name Sri Lankas ist dagegen der von Lanka abgeleitete Ausdruck Ilangai (இலங்கை Ilaṅkai).
Die Etymologie von Īḻam ist nicht geklärt. Möglicherweise besteht ein Zusammenhang zum Begriff Sinhala, einem alten Namen Sri Lankas, von dem das Ethnonym der Singhalesen und der Name Ceylon abgeleitet sind. Dabei könnte Īḻam eine Entlehnung aus Prakrit sīhala- ( < Sanskrit siṃhala) sein, auch der umgekehrte Entlehnungsweg ist aber möglich. Unklar ist ebenfalls, ob ein etymologischer Zusammenhang zum Wort īḻam für „Palmwein“ besteht, das in mehreren dravidischen Sprachen belegt ist.

## Geschichte
Das Konzept vom Tamil Eelam geht auf die Organisation Tamil United Liberation Front zurück, die 1976 erstmals einen eigenen Staat für die tamilische Bevölkerung vorschlug. Nach den politischen Konflikten um die Verfassungsänderung 1978, mit der die Zentralregierung den Abspaltungsbestrebungen zu begegnen suchte, entstanden eine Reihe militanter Organisationen, die die Idee vom Tamil Eelam übernahmen. Wie die TULF auch bezeichneten sie damit die Gebiete der Distrikte Jaffna, Kilinochchi, Mullaitivu, Mannar, Puttalam, Trincomalee, Batticaloa und Ampara. Nur eine Minderheit der Gruppen, wie die EPRLF, zählten alle Gebiete mit tamilischer Bevölkerungsmehrheit dazu, d. h. auch Gegenden im Landesinneren, wo viele von den Briten aus Indien nach Sri Lanka umgesiedelte Plantagenarbeiter (siehe Indische Tamilen in Sri Lanka) leben.

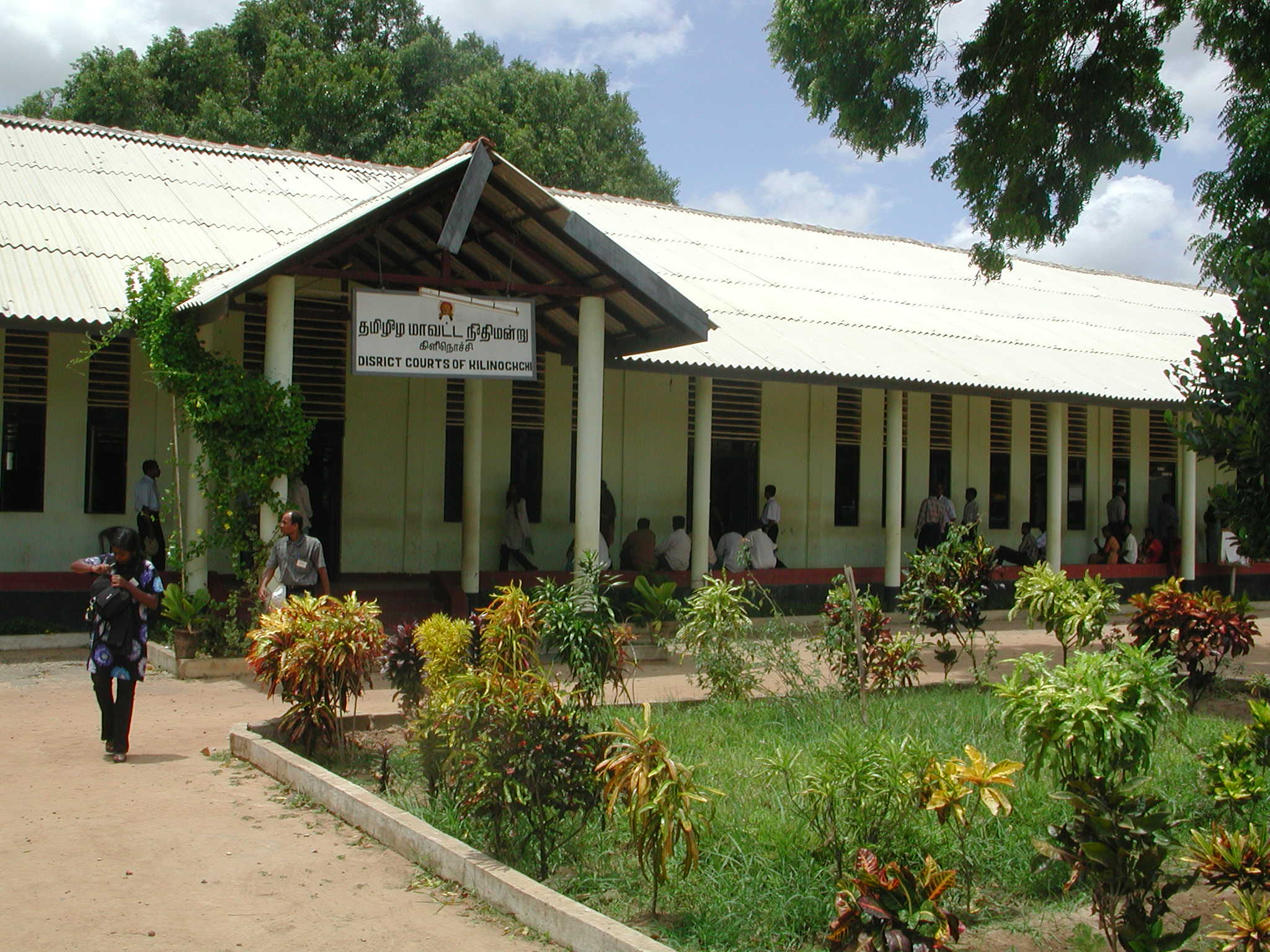
Gerichtsgebäude in Kilinochchi unter LTTE-Verwaltung (2005)

Die Separatistenorganisation Liberation Tigers of Tamil Eelam (LTTE) forcierte die Abspaltung dieses Gebietes von der zentralen Regierung. Sie bezeichnete dabei den von ihr kontrollierten Teil der Insel als Tamil Eelam. Insbesondere der Norden der Insel unterstand nicht mehr der Kontrolle der Zentralregierung, sondern war de facto quasi-unabhängig, jedenfalls existieren dort eigene Institutionen der Justiz, Verwaltung, Zentralbank, Militär usw. Die Souveränität dieser besetzten Gebiete wurde jedoch weder von der Regierung in Colombo noch von irgendeinem Mitglied der UNO anerkannt, und sie waren weiterhin in Hinblick auf Waren- und Stromversorgung und Verkehr (es gab beispielsweise keinen eigenen Flughafen) auf Sri Lanka angewiesen. Die Sri-Lanka-Rupie war Zahlungsmittel in den von der LTTE kontrollierten Gebieten. Das einzige nahezu vollständig von der LTTE kontrollierte Gebiet war die historische Vanni-Region der Nordprovinz, welche die Nordspitze des Landes ohne die Jaffna-Halbinsel umfasst. Ihre Südgrenze verläuft im Westen von der Marinebasis Mannar über den Distriktshauptort Vavuniya im Zentrum und im Osten zu dem kleinen Armeestützpunkt Punani, die alle zum Einflussbereich der Regierung gehören und gelegentlich Ziel von Angriffen der LTTE waren.
Nachdem Sri Lankas Armee Anfang Januar 2009 die Rebellen-Hochburg Kilinochchi und wichtige Stützpunkte der Aufständischen einnehmen konnte, konnte sie auch die Kontrolle über den strategischen wichtigen Elefantenpass übernehmen. Am 25. Januar 2009 wurde Mullaitivu von der sri-lankischen Armee eingenommen. Die LTTE verlor damit ihre bislang letzte noch kontrollierte Stadt. Der sri-lankische Präsident Mahinda Rajapaksa erklärte den Bürgerkrieg am 19. Mai 2009 offiziell für beendet. Am Tag zuvor war die gesamte Führungsetage der LTTE getötet worden.

## Unabhängigkeitsreferenden
Nach dem militärischen Sieg über die Liberation Tigers of Tamil Eelam (LTTE) Anfang 2009 veranstalteten verschiedene Tamilische Organisationen Umfragen unter den im westlichen Ausland lebenden Tamilen, ob sie einen unabhängigen Tamilischen Staat auf der Insel Sri Lanka befürworten. Diese Umfragen stehen inhaltlich der Vaddukoddai Resolution von 1976 nah. Bei diesen Umfragen, die mit einer Abstimmung verbunden waren, befürwortete eine Mehrheit der Teilnehmer einen unabhängigen Staat.
Bisher wurden die Abstimmungen in Norwegen, Frankreich, Kanada, Schweiz, Deutschland, Niederlande, Großbritannien, Dänemark und Italien durchgeführt. Diese Umfragen demonstrieren die Stimmung der Teilnehmer, lassen jedoch keinen Rückschluss über eine Mehrheitsmeinung zu. Eine statistische Erhebung bezüglich der Anzahl und Verteilung expatriierter Tamilen steht zu Vergleichen nicht zur Verfügung und Zahlen zur Umfragenbeteiligung werden nicht veröffentlicht. Des Weiteren umfasste die Berechtigung zur Teilnahme an der Abstimmung tamilische Muttersprachler Sri Lankas, als auch deren Ehepartner – unabhängig von der Nationalität. Nachkommen einer solchen Verbindung waren ebenfalls nationalitätenunabhängig abstimmungsberechtigt. Die Berechtigung wurde vor Ort nicht überprüft. Wählerlisten wurden nicht erstellt. Die Teilnahme an der Wahl wurde mit einer Tintenmarkierung des Zeigefingers der Teilnehmer dokumentiert.

## Transnational Government of Tamil Eelam
Die Transnational Government of Tamil Eelam (TGTE) ist eine international nicht anerkannte transnationale Regierung, welche die tamilische Diaspora von Sri Lanka (bzw. aus den tamilischen Gebiet; Tamil Eelam) vertreten soll. Sie hat keinen Sitz in einen bestimmten Land. Das sogenannte Parlament wurde Anfang Mai 2010 gewählt und zählt 135 Parlamentarier. Die Idee wurde nach der militärischen Niederlage der LTTE im Jahr 2009 entworfen. Der Vorsitzende des Beratungskomitee (TGTE) war Visvanthan Rudrakumaran (Rechtsanwalt aus dem politischen Flügel der LTTE).

## Sport
Seit 2012 existiert der Fußballverband Tamileelam Football Association, welcher die Bevölkerung von Tamil Eelam im Fußball repräsentieren soll.